# Bengtsfors kommun
Bengtsfors kommun är en kommun i Dalsland i Västra Götalands län, i före detta Älvsborgs län. Centralort är Bengtsfors.
Området som utgör kommunen är starkt kuperat med ett sönderbrutet landskap. 13 procent av ytan utgörs av sjöar, primärt långa sprickdalssjöar, och 80 procent av kommunens yta är klädd med barrskog med inslag av björk. Kommunen hade tidigt ett förindustriellt skede med järnhantering, vilket under mitten på 1800-talet ersattes av sågverk och senare även av massafabriker och pappersbruk. Därtill har kommunen haft en växande turistnäring. 
Med undantag för ett fåtal år har kommunens befolkning varit minskande sedan kommunen bildades 1971. Efter valen på 2010-talet har kommunen haft blocköverskridande styren. Sedan 2018 styrs dock kommunen av borgerliga partier.

## Administrativ historik
Kommunens område motsvarar socknarna: Bäcke, Laxarby, Steneby, Tisselskog, Torrskog, Vårvik, Ärtemark och Ödskölts. I dessa socknar bildades vid kommunreformen 1862 landskommuner med motsvarande namn. 1926 bildades Bengtsfors köping genom en utbrytning ur Ärtemarks landskommun.
Vid kommunreformen 1952 bildades storkommunerna Bäckefors (av de tidigare kommunerna Bäcke och Ödskölt), Lelång (av Laxarby, Torrskog, Vårvik och Ärtemark) samt Steneby (av Steneby och Tisselskog) medan Bengtsfors köping förblev opåverkad.
Bengtsfors kommun bildades vid kommunreformen 1971 av Bengtsfors köping och landskommunerna Bäckefors, Lelång och Steneby. Kommunen ingick till 1998 i Älvsborgs län.
Kommunen ingick från bildandet till 1 maj 1999 i Åmåls domsaga och ingår sen dess i Vänersborgs domkrets.

## Geografi
Kommunen är belägen i norra delen av landskapet Dalsland och gränsar i norr till Årjängs kommun och i nordöst till Säffle kommun, båda i Värmlands län, i öster till Åmåls kommun, i sydöst till Melleruds kommun, i sydväst till Färgelanda kommun och i väster till Dals-Eds kommun, alla i före detta Älvsborgs län.

### Topografi och hydrografi
Området som utgör kommunen är starkt kuperat med ett sönderbrutet landskap. Det berör på att tektoniska rörelser i jordskorpan har bildat veckningar, överförskjutningar och förkastningar. 13 procent av ytan utgörs av sjöar, primärt långa sprickdalssjöar varav Lelång, som sträcker sig upp i Värmland, är längst. Urbergsgrunden består till stor del av gnejser och graniter men också av Dalformationens bildningar. Dessa består av sediment som omvandlats till bland annat arkos, konglomerat, lerskiffrar och kvartsit. Skiffern är kalkrik vilket gett en näringsrik jord. Kvartsiten är synlig i öster där den framträder som gråvita, skarpa, kala bergsryggar i landskapet, varav de högsta topparna når 260 meter över havet. Ödskölts moar med deltan, sandurbildningar och två parallella moränryggar söder om Ödskölts kyrka är en israndbildningen. Denna är vetenskapligt intressant då den vittnar om stagnation och framryckning under inlandsisens tillbakadragande.
80 procent av kommunens yta är klädd med barrskog med inslag av björk. Hagmarker med bestånd av lövträd hittas i dalgångar och i närheten av sjöar. Även odlingsmark hittas längs dalgångar men även vid sjöar och höjder. Många av gårdarna som hör till odlingsmarken har dock övergivits och åkrarna buskats igen.
Nedan presenteras andelen av den totala ytan 2020 i kommunen jämfört med riket.
|  | Bebyggelse (3,6 %) |

|  | Skog (84,5 %) |

|  | Öppen myrmark (1,3 %) |

|  | Jordbruksmark (4,3 %) |

|  | Övrig mark (6,4 %) |

|  | Bebyggelse (3,1 %) |

|  | Skog (68,0 %) |

|  | Öppen myrmark (7,2 %) |

|  | Jordbruksmark (7,4 %) |

|  | Övrig mark (14,3 %) |

### Naturskydd
År 2022 fanns 19 naturreservat i Bengtsfors kommun. Bland dessa hittas exempelvis Baldersnäs, ett reservatet som Länsstyrelsen i Västra Götalands län beskriver som ett  "exotiskt inslag i det dalsländska landskapet". I området finns resterna av en storslagen park i engelsk stil där arter som Weymouthtall, avenbok och blodbok finns kvar. I området finns fortfarande jordbruk, vilket inkluderar en av norra Dalslands största mjölkdjursbesättningar. Ett annat exempel är Skärbo, vilket även är klassat som Natura 2000-område. Området användes som åker och äng från 1500-talet och fram till 1960-talet. Därefter har markerna hävdats genom fårbete. I reservatet hittas arter som skogsbingel, vätteros, skogsknipprot, vårärt och skogsklocka. Men också ett stort bestånd av Sankt Pers nycklar.

### Administrativ indelning
Fram till 2016 var kommunen för befolkningsrapportering indelad i fem församlingar – Bäcke-Ödskölts, Laxarby-Vårviks, Steneby-Tisselskogs, Torrskogs och Ärtemarks.

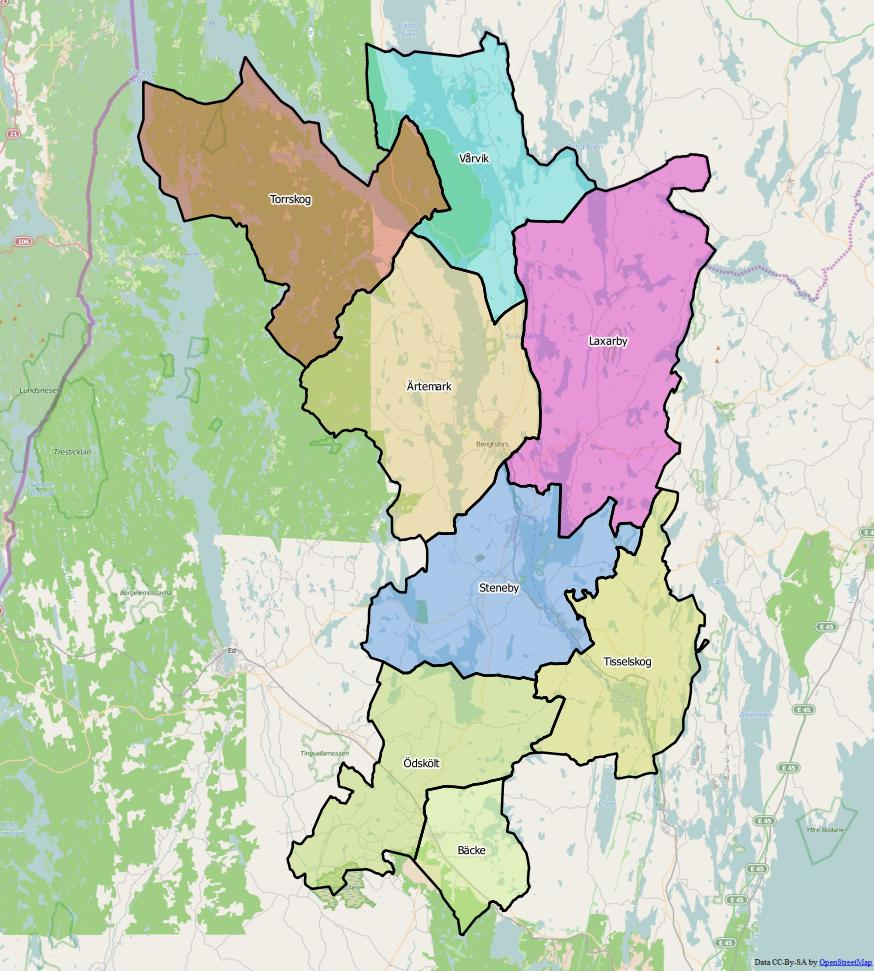
Distrikt (socknar) inom Bengtsfors kommun

Från 2016 indelas kommunen istället i åtta  distrikt, vilka motsvarar de tidigare socknarna:

- Bäcke
- Laxarby
- Steneby
- Tisselskog
- Torrskog
- Vårvik
- Ärtemark
- Ödskölt

### Tätorter
Vid Statistiska centralbyråns tätortsavgränsning den 31 december 2015 fanns det fem tätorter i Bengtsfors kommun.
| Nr | Tätort       | Folkmängd |
| -- | ------------ | --------- |
| 1  | Bengtsfors   | 3 125     |
| 2  | Dals Långed  | 1 407     |
| 3  | Billingsfors | 1 108     |
| 4  | Bäckefors    | 709       |
| 5  | Skåpafors    | 323       |

Centralorten är i fet stil.

## Styre och politik

### Styre
Mandatperioden 2010–2014 styrdes kommunen av Folkpartiet i koalition med Miljöpartiet och Socialdemokraterna, vilka samlade 18 av 35 mandat. Samma koalition fortsatte styra efter valet 2014 med 16 av 35 mandat. Företrädare för partierna uppgav då att "Sammansättningen av majoriteten har fungerat bra vid föregående mandatperiod och därför vill vi fortsätta samarbetet".
Valet 2018 ledde till maktskifte när Centerpartiet, Kristdemokraterna och Moderaterna bildade en minoritetskoalition. Detta skedde genom en valteknisk samverkan med Sverigedemokraterna vilket ledde till att Centerpartiet på riksnivå försökte få Centerpartiet i kommunen att backa från samarbetet, något som inte lyckades. Efter valet 2022 fortsatte minoritetskoalitionen styra tillsammans med Liberalerna i minoritet. I september 2024 fick Liberalerna lämna styret.

### Kommunfullmäktige

#### Presidium
| Presidium 2022–2026    | Presidium 2022–2026 | Presidium 2022–2026 |
| ---------------------- | ------------------- | ------------------- |
| Ordförande             | L                   | Jan Leander         |
| Förste vice ordförande | KD                  | Jan-Åke Jansson     |
| Andre vice ordförande  | S                   | Solveig Nettelbo    |

#### Mandatfördelning 1970–2022
| 21 | 13 | 6 | 2 | 3 |

| 40 |

|  | 20 | 15 | 4 |  | 4 |

| 39 |

|  | 19 | 15 | 5 |  | 4 |

| 38 | 7 |

| 2 | 19 | 14 | 4 |  | 5 |

| 38 | 7 |

| 2 | 19 |  | 12 | 3 | 2 | 6 |

| 37 | 8 |

| 2 | 20 |  | 11 | 5 |  | 5 |

| 36 | 9 |

| 2 | 19 | 2 | 12 | 4 | 2 | 4 |

| 34 | 11 |

| 19 |  | 3 | 11 | 3 | 3 | 5 |

| 32 | 13 |

| 21 |  | 3 | 9 | 3 | 2 | 6 |

| 28 | 17 |

| 2 | 12 | 5 | 5 | 2 | 3 | 6 |

| 22 | 13 |

| 2 | 16 | 7 | 4 | 3 | 3 |

| 22 | 13 |

| 2 | 14 |  | 8 | 3 | 3 | 4 |

| 19 | 16 |

| 2 | 14 |  |  | 7 | 3 | 2 | 5 |

| 17 | 18 |

|  | 13 |  | 3 | 5 | 2 |  | 5 |

| 20 | 11 |

|  | 12 | 4 | 6 |  |  | 6 |

| 20 | 11 |

|  | 10 | 5 | 3 |  |  | 10 |

| 19 | 12 |

### Nämnder

#### Kommunstyrelse
Kommunstyrelsen i Bengtsfors kommun utgörs av nio ordinarie ledamöter. Dess ordförande är kommunens enda kommunalråd. Förutom det som åligger kommunstyrelsen enligt lag har kommunstyrelsen i Bengtsfors kommun även ansvar för bland annat:
- Ekonomi, personal- och organisationsfrågor
- Samtliga ärenden som rör barn, utbildning, fritid och kultur
- Samtliga ärenden som rör vård och omsorg och IFO.
- Teknisk försörjning

För detta arbete har kommunstyrelsen inrättat fyra utskott; allmänna utskottet, utbildningsutskottet, sociala utskottet och tekniska utskottet.
| Presidium 2022–2026    | Presidium 2022–2026 | Presidium 2022–2026 |
| ---------------------- | ------------------- | ------------------- |
| Ordförande             | M                   | Stig Bertilsson     |
| Förste vice ordförande | M                   | Susanne Öhrn        |
| Andre vice ordförande  | S                   | Per Eriksson        |

#### Övriga nämnder
| Nämnd             | Ordförande | Ordförande      | Vice ordförande | Vice ordförande |
| ----------------- | ---------- | --------------- | --------------- | --------------- |
| Myndighetsnämnden | L          | Carl Kullgren   | M               | Owe Gustafsson  |
| Valnämnden        | M          | Owe Gustafsson  | M               | Susanne Öhrn    |
| Krisledningsnämnd | M          | Stig Bertilsson | M               | Anders Forsberg |

### Vänorter
Kommunen hade år 2022 en vänort, Wuzhou i Kina. Samarbetet inleddes 2015 och syftar till att "hitta vägar till en bättre verksamhet för kommunens innevånare". Detta sker genom kunskaps- och erfarenhetsutbyte. Fram till 2022 hade detta skett genom att kommunledningen samt representanter från skola och turism besökt vänorten och att representanter från vänorten besökt Bengtsfors vid ett flertal tillfällen.

## Ekonomi och infrastruktur

### Näringsliv
Kommunen hade tidigt ett förindustriellt skede med järnhantering, vilket kan härledas till geografiska tillgångar i form av skog, forsar och vattenleder. Stångjärn framställdes med hjälp av träkol från skogarna och tackjärn som fraktades från Bergslagen via Vänern. Bruken var belägna vid forsrika vatten varifrån sjötransporter kunde ordnas. Bäckefors bruk var först i Sverige med att implementera lancashireprocessen vid färskning av tackjärn. Bruken ersattes i mitten på 1800-talet av sågverk och senare även av massafabriker och pappersbruk. Samtidigt förbättrades transporterna från 1864 genom anläggandet av bland annat Dalslands kanal och Lelångenbanan.
Skogsindustrin har förändrats i modern tid och gått mot färre enheter och ökad förädling. Exempelvis har Billingsfors pappersbruk som ägs av Munksjö Paper AB omvandlats till en integrerad massa- och kraftpappersindustri. Andra större företag inom denna bransch är Rexcell Tissue & Airlaid AB som tillverkar mjukpappersprodukter i Skåpafors, Petersons Packing AB och Bäcke Emballage AB vilka tillverkar wellpapplådor respektive papphylsor.
Turistnäringen har blivit allt viktigare fram början av 2020-talet, då i synnerhet sommarturismen. I synnerhet lockas turisterna av den stora turistattraktionen  Dalslands kanal.

### Infrastruktur

#### Transporter
Kommunen genomkorsas från norr till söder av länsväg 172 och från sydväst mot nordöst av länsväg 164, södra delen av kommunen genomkorsas i väst-östlig riktning av länsväg 166. 
Åren 1864–68 byggdes Dalslands kanal vilken går längs Upperudsälven och sjön Lelången. Numer används den varken för godstrafik eller  reguljär personbefordran. År 1895 öppnades smalspåriga Lelångenbanan, vilken sammankopplade Bengtsfors och Uddevalla. År 1928 anslöts kommunen till normalspårsnätet och då linjen Mellerud–Årjäng [–Arvika]).

## Befolkning

### Demografi

#### Befolkningsutveckling
Kommunen har 9 076 invånare (31 december 2024), vilket placerar den på 231:a plats avseende folkmängd bland Sveriges kommuner. 
| Befolkningsutvecklingen i Bengtsfors kommun 1970–2020 | Befolkningsutvecklingen i Bengtsfors kommun 1970–2020 | Befolkningsutvecklingen i Bengtsfors kommun 1970–2020 | Befolkningsutvecklingen i Bengtsfors kommun 1970–2020 | Befolkningsutvecklingen i Bengtsfors kommun 1970–2020 |
| ----------------------------------------------------- | ----------------------------------------------------- | ----------------------------------------------------- | ----------------------------------------------------- | ----------------------------------------------------- |
|                                                       |                                                       |                                                       |                                                       |                                                       |
| År                                                    |                                                       |                                                       | Folkmängd                                             |                                                       |
| 1970                                                  | 1970                                                  |                                                       | 12 443                                                |                                                       |
| 1975                                                  | 1975                                                  |                                                       | 12 345                                                |                                                       |
| 1980                                                  | 1980                                                  |                                                       | 12 199                                                |                                                       |
| 1985                                                  | 1985                                                  |                                                       | 11 891                                                |                                                       |
| 1990                                                  | 1990                                                  |                                                       | 11 927                                                |                                                       |
| 1995                                                  | 1995                                                  |                                                       | 11 500                                                |                                                       |
| 2000                                                  | 2000                                                  |                                                       | 10 896                                                |                                                       |
| 2005                                                  | 2005                                                  |                                                       | 10 225                                                |                                                       |
| 2010                                                  | 2010                                                  |                                                       | 9 791                                                 |                                                       |
| 2015                                                  | 2015                                                  |                                                       | 9 626                                                 |                                                       |
| 2020                                                  | 2020                                                  |                                                       | 9 591                                                 |                                                       |

## Kultur

### Kulturarv
I kommunen finns flera värdefulla bebyggelsemiljöer vilka inkluderar dalslandsstugor (enkelstugor i två våningar), ålderdomligt präglade byar och vackra herrgårdar. Av dessa är Baldersnäs, med sin forna stora park, mest känd. Bland bruksmiljöer hittas exempelvis Mustadfors och Bäckefors.
År 2022 fanns ett byggnadsminne i kommunen, Alltorps tingshus och häradshäkte.

### Kommunvapen
Blasonering: I rött en uppskjutande genomgående bro med två valv och däröver en merkuriestav, allt av silver.
När Bengtsfors varit köping i tjugo år, 1946, antogs ett vapen där merkuriestaven syftar på handel och bron på den s.k. "Bengtsbroa". Efter kommunbildningen 1971 fanns planer på ett nytt vapen. Det diskuterades om den halmslöjd bygden är känd för skulle komponeras in i ett vapen men man beslöt sig istället för att återanvända köpingens vapen, och detta registrerades för kommunen i PRV 1987.